# PDIC
PDIC（ピーディク）は、TaNによって開発された、辞書の作成や閲覧に対応したWindows向けの辞書ソフトである。正式名称はPersonal Dictionary。シェアウェアではあるものの、試用期間に制限はない。料金は1000円である。また、Windows CE向けの「PDIC for CE」がフリーソフトとして公開されている。様々な言語や様々な分野の辞書ファイルが作られている。

## バージョン
バージョン5.0未満が「Win32版」、バージョン5.0以降が「Unicode版」となっている。単なる文字コードの違いだけではなく、操作性や内部のデータ構造が異なり、作者はWin32版を旧バージョンと位置づけ、バグ修正以外の更新は行わないと発表した。機能追加などのバージョンアップは、Unicode版で行われる。

### Unicode版
Win32版用の辞書をUnicode版で使用しようとするとUnicode版に変換しますかというメッセージが出る。Win32版の辞書をUnicode版に変換することは容易であるが、逆向きの変換は難しい。
現在はUnicode版の開発が主に進められている。